# Trigonometopus vittatus
Trigonometopus vittatus är en tvåvingeart som beskrevs av Friedrich Hermann Loew 1869. Trigonometopus vittatus ingår i släktet Trigonometopus och familjen lövflugor. Inga underarter finns listade i Catalogue of Life.